# Kleingebiet Esztergom
Das Kleingebiet Esztergom (ungarisch Esztergomi kistérség) war bis Ende 2012 eine ungarische Verwaltungseinheit (LAU 1) innerhalb des Komitats Komárom-Esztergom in Mitteltransdanubien. Im Zuge der Verwaltungsreform gingen Anfang 2013 alle neun Ortschaften komplett in den gleichnamigen Kreis Esztergom (ungarisch Esztergom járás) über. 
Im Kleingebiet Esztergom lebten Ende 2012 auf 304,69 km² Fläche 54.051 Einwohner. Nach dem Kleingebiet Tatabánya hatte damit das Kleingebiet Esztergom die zweithöchste Einwohnerdichte (177 Einwohner/km²) im Komitat. Der Verwaltungssitz befand sich in der größten Stadt Esztergom.

## Ortschaften
Das Kleingebiet bestand aus neun Ortschaften:
- den Städten Esztergom (28.550 Ew.), Nyergesújfalu (7.550 Ew.) und Lábatlan (4.968 Ew.)
- der Großgemeinde Tát (5.327 Ew.)
- den fünf Gemeinden Bajót, Dömös, Mogyorósbánya, Pilismarót und Süttő